# فيلي موريتي
فيلي موريتي (بالإيطالية: Willie Moretti؛ بالإنجليزية: Willie Moretti) هو Q46961 أمريكي وإيطالي، ولد في 24 فبراير 1894 في نيويورك في الولايات المتحدة، وتوفي في 4 أكتوبر 1951 في كليفسايد بارك في الولايات المتحدة.

## وصلات خارجية
- فيلي موريتي على موقع IMDb (الإنجليزية)